# Banjos
Banjos is een monotypisch geslacht van straalvinnige vissen uit de familie van banjos (Banjosidae).

## Soort
- Banjos banjos (Richardson, 1846)